# حمیدآباد (سیرجان)
حمیدآباد یک روستا در ایران است که در شهرستان سیرجان واقع شده‌است. حمیدآباد ۴۶ نفر جمعیت دارد.